# Le Baron (nouvelle)
Pour les articles homonymes, voir Le Baron.
Le Baron (en russe : Baron) est une nouvelle d’Anton Tchekhov, parue en 1882. 

## Historique
Le Baron est initialement publiée dans la revue russe Potins mondains, no 47, le 20 décembre 1882, sous le pseudonyme d’A.Tchekhonte.    
C’est une nouvelle humoristique et dramatique.

## Résumé
L'homme, que l'on surnomme « le baron », a soixante ans. C'est un vieil alcoolique qui porte des costumes de scène récupérés. Il dort la nuit dans le local du caissier et partage son temps entre le trou du souffleur et les loges des artistes. Il est le souffre-douleur des troupes théâtrale, mais il est heureux, car il est au premier rang chaque soir. Certes, il a failli être acteur, mais il avait un trac incontrôlable.
Le scandale est arrivé un soir de représentation. On jouait Hamlet. Cela faisait quarante ans qu’il rêvait de jouer, le baron. Ce soir-là, dans son trou, il ricane quand il voit la faiblesse des acteurs, il les insulte, leur donne des conseils et, n’en pouvant plus, sort à moitié de son trou et déclame Shakespeare à la place de l’acteur. Le public est stupéfait. Il perdra sa place.

## Extrait
« Il sert de cible à la plupart des bons mots et des calembours qui circulent dans les coulisses. On peut sans craindre exercer sur lui sa finesse d’esprit : il ne répondra pas. »

## Édition française
- Le Baron, traduit par Madeleine Durand avec la collaboration d’E. Lotar, Vladimir Pozner et André Radiguet, dans le volume Premières nouvelles, Paris, 10/18, coll. « Domaine étranger » no 3719, 2004  (ISBN 2-264-03973-6)